# Euchera cunina
Euchera cunina is een vlinder uit de familie van de Eupterotidae. De wetenschappelijke naam van deze soort is voor het eerst voorgesteld door Pieter Cramer in een publicatie uit 1780.
Deze soort komt voor in Sierra Leone, Nigeria en Kameroen.